# Alnwick (Nuevo Brunswick)
Alnwick es una parroquia canadiense situada en la provincia de Nuevo Brunswick.

## Superficie
Alnwick tiene una superficie de 668,84 km².

## Demografía
En 2021, tenía 3615 habitantes, una densidad poblacional de 5,4 hab./km², y 1852 viviendas.